# En-nzala
En-nzala  (in arabo النزالة‎?) è un centro abitato e comune rurale del Marocco situato nella provincia di Midelt, regione di Drâa-Tafilalet. Conta una popolazione di 4 390 abitanti (censimento 2014).